# Nossa Senhora do Pilar (nau de 1763)
A Nossa Senhora do Pilar, e, posteriormente, Conde Dom Henrique, foi uma nau de 74 peças da Marinha Portuguesa, lançada ao mar em Lisboa em 1763. Em 1807, durante a transferência da corte portuguesa para o Brasil, a nau transportou os membros da Academia Real dos Guardas-Marinhas e o seu diretor, José Maria Dantas Pereira. A nau também era conhecida pela alcunha de Cananéia, e o seu destino é desconhecido.

## Características

### Gerais
A nau possuia 62 ou 58,22 metros de comprimento de quilha, 15,5 ou 14,33 metros de boca, 10,67 metros de pontal e 8,48 metros de calado.

### Armamento
A nau armava com 74 (ou 84) peças: 28 peças de calibre 36 na primeira bateria, 28 peças de calibre 18 na segunda bateria, 10 peças de calibre 9 na tolda e 2 peças de calibre 18 e 6 peças de calibre 9 no castelo de proa.

### Tripulação
A tripulação da nau variou entre 552 homens em 1781, 421 homens em 1784, 634 homens em 1799 e 753 homens em 1807.

## História
A nau foi construída no Arsenal Real da Marinha de Lisboa, por Manuel Vicente Nunes, e lançada ao mar em 1763.

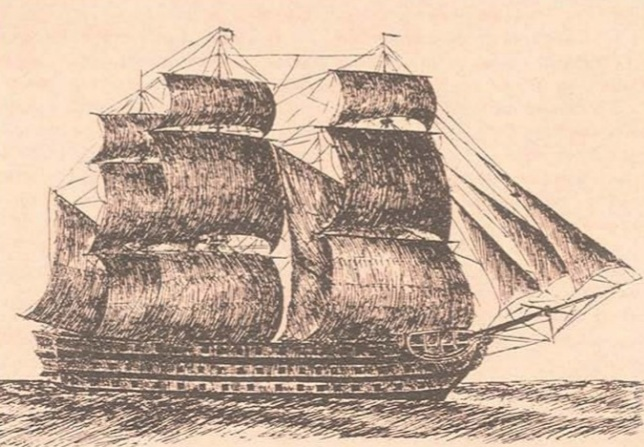
A «única gravura que dela se conhece.»

Em 1793, a nau entrou no dique do Arsenal Real da Marinha de Lisboa para receber fabrico e ser modernizada, saindo de lá em 1 de Abril de 1794, rebaptizada como Conde Dom Henrique.
Em 1807, por consequência da primeira invasão francesa de Portugal, organizou-se uma esquadra que transportou a corte portuguesa para o Brasil. A nau Conde Dom Henrique era comandada pelo capitão de mar e guerra José Maria de Almeida e transportou os membros da Academia Real dos Guardas-Marinhas, incluindo o seu diretor, José Maria Dantas Pereira.

## Destino
Em 1820, a nau estava ancorada no porto do Rio de Janeiro, sem apresentar o menor sinal de alquebramento. Entretanto, a nau não regressou a Portugal.